# دمى السبايس جيرلز

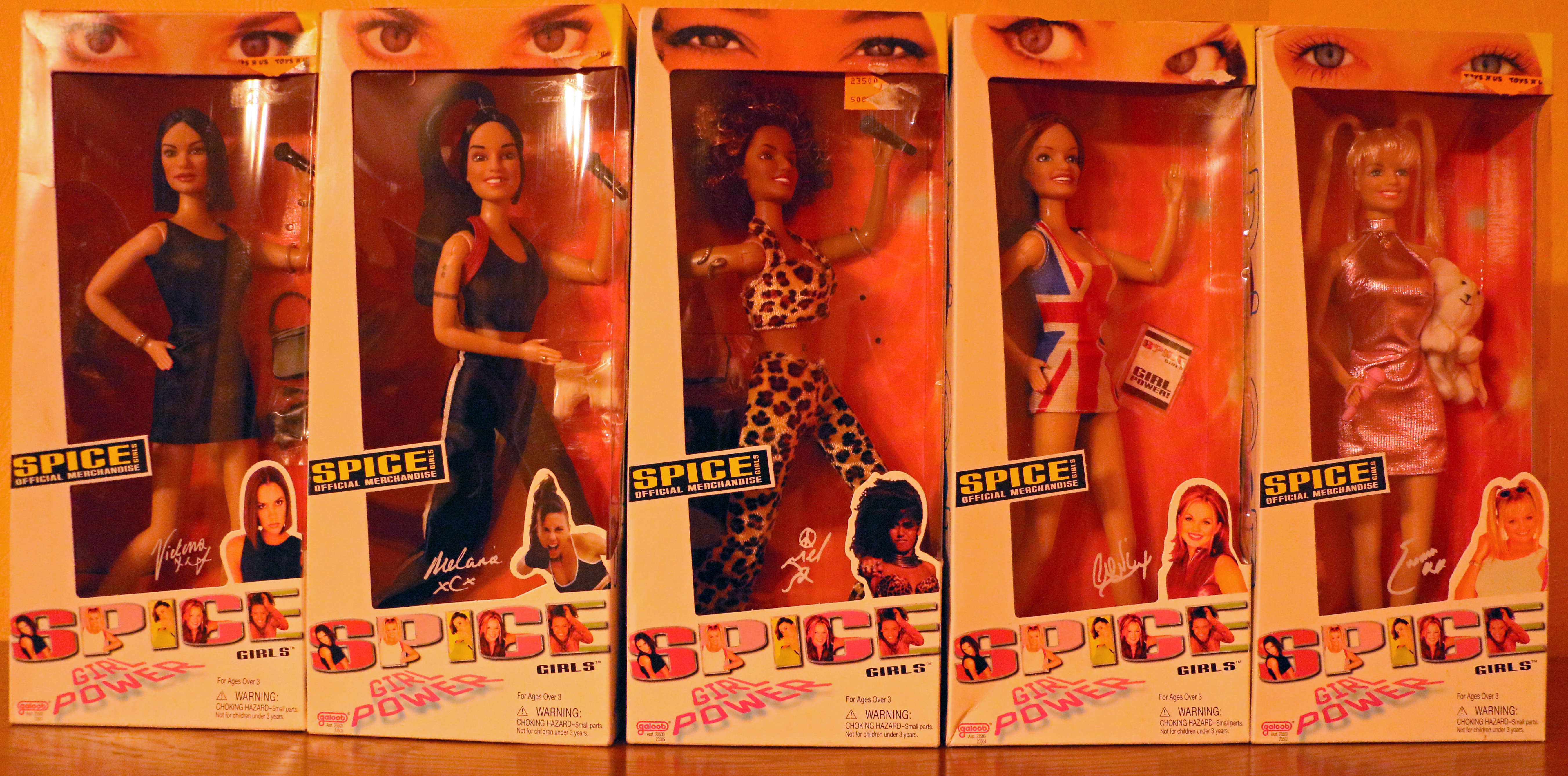
دمى السبايس جيرلز

دمى السبايس جيرلز هي إحدى دمى المشاهير، وهي مصنوعة لفرقة فتيات البوب البريطانية السبايس جيرلز، تم إصدارها من قبل شركة ألعاب جالوب عام 1997م.

## تاريخ
حققت الدمى نجاحا كبيرا خلال مواسم عيد الميلاد لعام 1997 و 1998 م،  وبيع منها أكثر من أحد عشر مليون قطعة.